# كينيث ومامي كلارك

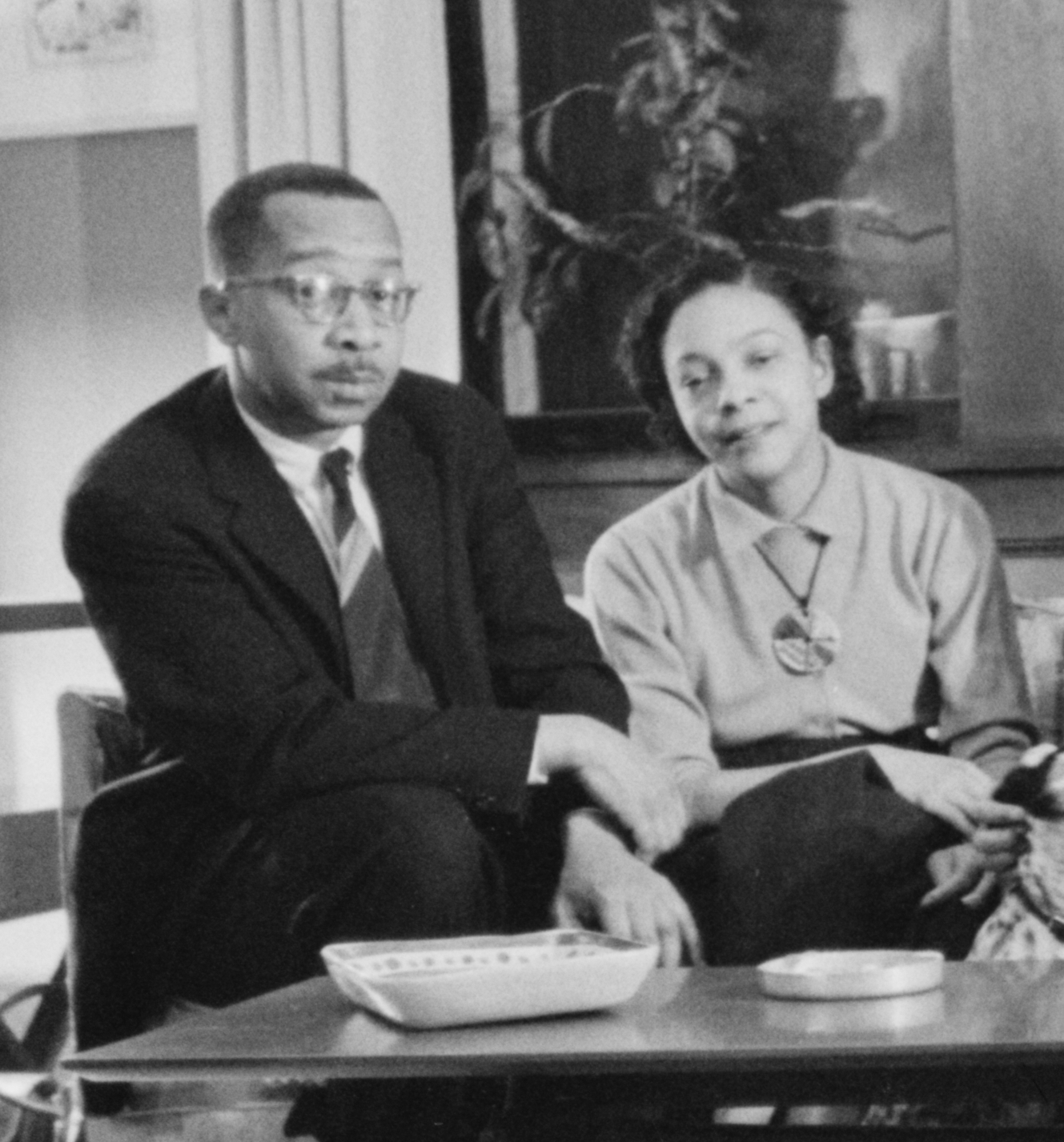
كينيث كلارك و زوجته مامي

كينيث بانكروفت كلارك (وُلِدَ في الرابع عشر من يوليو عام 1914م وتوفي في الأول من مايو 2005م) ومامي فيبس كلارك (وُلِدَت في الثامن عشر من أبريل 1917م وتوفيت في الحادي عشر من أغسطس 1983م) كانا أمريكيان من أصول إفريقية عالمي نفس، وزوجين أجريا أبحاثًا مهمة تخص الأطفال وكانا نشيطين في مجال حركة الحقوق المدنية. حيث أسسا مركز نورثسايد لتنمية الأطفال في هارلم ومؤسسة هارلم يوث أوبرتونيتي أنليميتد (HARYOU). كان كينيث كلارك تربويًا وأستاذًا في سيتي كولدج في نيويورك كما كان أول أسود يترأس الجمعية الأمريكية للطب النفس.
واشتهر كينيث ومامي بإجراء تجارب لدراسة سلوكيات الطفل تجاه العرق باستخدام الدُمي. وأدلى كينيث ومامي بشهادتيهما باعتبارهما خبراء في قضية السيد بريجز ضد السيد إليوت، وهي قضية تم طرحها ضمن قضية السيد براون ضد مجلس التعليم (1954). وأسهم عمل آل كلارك في الحكم الذي أصدرته المحكمة العليا للولايات المتحدة والذي أفاد بأن العزل العنصري المشرع في المدارس الحكومية أمر غير دستوري. وأوضع إيرل وارن رئيس المحكمة في فتوى قضائية فيما يخص قضية السيد براون ضد مجلس التعليم «بأن فصل الطلاب عن آخرين في مثل سنهم ومؤهلاتهم لا لسبب سوى العرق يُولِد إحساسًا بالنقص حيال وضعهما في المجتمع الأمر الذي قد يترك أثرًا لا ينمحي في قلوبهم وعقولهم».

## مامي فيبس كلارك

### مطلع حياتها
كانت كلارك الابنة الكبيرة بين ثلاثة أطفال، ولديها أخ وأخت، وُلدت مامي فيبس في هت سبرينغز، أركنساس والدها هارولد فيبس ووالدتها كايتي فيبس، كان والدها طبيباً وتعود أصوله إلى جزر الهند الغربية البريطانية. عمل والدها كمدير لمنتجع قريب ليحسن من أوضاعه المادية. ساعدته والدتها في سعيه وشجعت أطفالها على التعليم. أصبح أخوها طبيب أسنان. كانت طفولة مامي مميزة رغم أنها ترعرعت أثناء فترة الكساد الاقتصادي التي كانت تسودها العنصرية والتمييز العرقي. بسبب مهنة والدهم ودخله، سنحت لهم الفرصة لعيش حياة الطبقة الوسطى وتمكنوا من الدخول إلى أحياء خاصة بالبيض فقط. على أي حال، رغم ذلك قصدت مامي مدارس ابتدائية وإعدادية تفصل بين البيض والسود وتخرجت من مدرسة باين بلافز لانغستون (بالإنجليزية: Pine Bluff’s Langston) الثانوية عام 1934 وهي في عمر السادسة عشرة فقط.
سمحت لها قدرتها على القيام بأفعال يقوم بها البيض فقط وإلزامها بالذهاب إلى مدرسة منفصلة أن ترى كيف يعامل المجتمع البيض والسود بطريقة مختلفة. ساهم إدراك هذه الفكرة في بحثها المستقبلي عن الهوية العرقية للأطفال السود. رغم فرصة الطلاب السود الضئيلة لإكمال تعليمهم العالي، تلقت مامي منحاً عديدة للدراسة الجامعية. كانت جامعة فيسك في تينيسي وجامعة هوارد في العاصمة واشنطن إحدى الجامعات التي قدمت منحة لمامي وكانتا أيضاً من أرقى الجامعات الخاصة بالسود في ذلك الوقت.
من المرجح أنها لم ترغب بدراسة علم النفس. سنحت لها الفرصة في أن تعمل بدوام جزئي في قسم علم النفس صيفاً حيث وسعت معرفتها في مجال علم النفس. في سنتها الجامعية الأخيرة عام 1937 تزوجت من كينيث. كان عليها الهرب معه لأن والدتها لم توافق على زواجها قبل تخرجها. بعد مرور عام على ذلك، حصلت على درجة البكالوريوس بامتياز في علم النفس عام 1938. تابع كينيث ومامي دراستهما في جامعة كولومبيا. ورُزقا لاحقاً بطفلتين هما كيتي ميريام وهيلتون بانكروفت.
في خريف عام 1938، التحقت مامي كلارك بكلية الدراسات العليا في جامعة هاورد لنيل درجة الماجستير في علم النفس. وفي الصيف التالي لتخرجها من المرحلة الجامعية الأولى عملت كسكرتيرة في مكتب تشارلز هيوستن القانوني. وفي ذلك الوقت، كان هيوستن محاميًا مشهورًا في مجال الحقوق المدنية وحظت مامي بفرصة مقابلة محامين مثل ثورغود مارشال الذي كان يأتي إلى المكتب للعمل على القضايا المهمة. تعترف بأنها لم تكن تعتقد أنه في الإمكان القيام بشيء حيال التمييز العرقي والكبت العنصري إلا بعد هذه التجربة. ألهم الإيمان بوضع نهاية ملموسة للفصل العنصري دراسات مامي المستقبلية التي ساعدت نتائجها المحامين مثل هيوستن ومارشال ليكسبوا قضية المحكمة العليا في قضية براون ضد مجلس التعليم في عام 1954.
أثناء عملها على رسالة الماجستير، أصبحت مامي مهتمة بشكل كبير في علم النفس التنموي. وألهمها العمل في روضة أطفال للسود بأفكار أطروحتها. تواصلت مامي مع عالمي النفس روث وجين هورويتز طالبة المشورة. في ذلك الوقت، كانا يحرران دراسات نفسية حول تحديد الهوية عند الأطفال واقترحا أن تحرر بحثاً مشابهاً مع أطفال الروضة التي تعمل فيها. كان عنوان رسالة الماجستير خاصتها «تطور الوعي الذاتي عند الأطفال الزنوج قبل دخولهم المدرسة». أُعجب زوجها كينيث ببحث أطروحتها وعملا معاً على البحث بعد تخرجها. طورا إصدارات جديدة ومحسنة من اختبارات الألوان والدمى المستخدمة في بحثها لتشكل اقتراحاً لتعزيز البحث. عام 1939، حصلا على زمالة من أجل بحثهما سمحت لهما بنشر ثلاث مقالات حول الموضوع وسمحت لمامي أيضاً بمتابعة سعيها لنيل درجة الدكتوراه في جامعة كولومبيا.
أثناء وجودها في كولومبيا، كانت مامي الطالبة السوداء الوحيدة التي تسعى لنيل درجة الدكتوراه في علم النفس وكان البروفسور المشرف عليها الدكتور هنري غاريت يؤمن بالتمييز العرقي. رغم اختلاف معتقداتهما، تمكنت مامي من إكمال أطروحتها «التغيرات في القدرات العقلية الأولية مع التقدم في السن». عام 1943، كانت مامي فيبس كلارك أول امرأة أمريكية من أصل أفريقي تنال شهادة الدكتوراه في علم النفس من جامعة كولومبيا وثاني شخص أسود ينال درجة الدكتوراه في علم النفس بعد زوجها كينيث.

### حياتها المهنية
بعد تخرج مامي، مرت بأوقات عصيبة كونها عالمة نفس أفريقية أمريكية تعيش في نيويورك. عانت لتجد عملاً، وفقدت فرص عمل فاز بها رجال ونساء بيض أقل كفاءة. أحد أول المناصب التي شغلتها مامي كان سكرتيرة في مكتب ويليام هيوستن. تضمنت شركة القانون هذه التخطيط لأفعال قانونية في مواجهة قوانين الفصل العنصري. عام 1944، وجدت عملاً عن طريق صديق للعائلة في الجمعية الأميركية للصحة العامة يتضمن تحليل أبحاث حول الممرضات. كرهت هذا العمل وبقيت فيه لمدة عام ولكنها كانت مؤهلة بشكل أفضل بكثير من أن تشغل هذا المنصب ووجدته أمراً محرجاً. ثم استلمت منصباً في معهد القوات المسلحة الأميركية كطبيبة نفسية ولكن شعورها بأنها لم تأخذ حقها بقي برفقتها. عام 1945، تمكنت من الحصول على وظيفة أفضل في معهد القوات المسلحة للولايات المتحدة كباحثة في علم النفس، ولكن مع انتهاء الحرب العالمية الثانية لم يعودوا يشعروا بالحاجة إلى توظيفها وطُردت عام 1946. لاحقاً في ذلك العام، حصلت مامي على وظيفة اعتقدت أنها تستحقها أخيراً في مركز ريفرديل للأطفال في نيويورك حيث أجرت اختباراً نفسياً وقدمت المشورة للسود المشردين. وصفت الولاية الأطفال بأنهم متخلفين عقلياً، واختبرتهم كلارك واكتشفت أنه لديهم معدل ذكاء أعلى من معدلات المتخلفين عقلياً. كانت تعتقد أن التمييز العنصري في المجتمع هو سبب حرب العصابات والفقر والتحصيل الأكاديمي المنخفض عند الأقليات. كانت تلك انطلاقة لعمل حياتها وأدى إلى أهم إنجازاتها في مجال علم النفس التنموي.
قرر كينيث ومامي كلارك محاولة تحسين الخدمات الاجتماعية للشباب المضطربين في حي هارلم إذ لم توجد خدمات صحة نفسية في المجتمع. أصبح كينيث كلارك لاحقاً أستاذاً مساعداً في كلية مدينة نيويورك وكانت مامي كلارك مستشارة نفسية تجري اختبارات نفسية في منظمة ريفرديل للأطفال. تواصل كينيث بانكروفت كلارك ومامي فيبس كلارك مع وكالات الخدمات الاجتماعية في مدينة نيويورك لحثها على توسيع برامجهما لتقديم العمل الاجتماعي والتقييم النفسي وعلاج الشباب في هارلم. لم تقبل أي من الوكالات اقتراحهما. أدرك الزوجان كلارك «أننا لن نفتح عيادة لإرشاد الأطفال بهذه الطريقة، لذلك قررنا أن نفتحها بأنفسنا».
عام 1946، أنشأ الزوجان كلارك سوية مركز نورث سايد لتنمية الأطفال، وكان يُدعى في البداية باسم مركز نورث سايد للاختبار والمشورة. بدأا المركز في شقة مكونة من غرفة واحدة في قبو في منازل دنبار في شارع رقم 158 (مانهاتن). بعد عامين في 1948، انتقل مركز نورث سايد إلى شارع رقم 110 مقابل منتزه سنترال بارك في الطابق السادس لما كان آنذاك مدرسة لينكولن الجديدة. عام 1974، انتقل مركز نورث سايد إلى موقعه الحالي في شومبورغ بلازا. واستمر في خدمة أطفال حي هارلم وعائلاتهم خلال القرن الواحد والعشرين.
كان هدفهما هو أن تتطابق أو تتفوق الخدمات المقدمة للأمريكيين الأفارقة الفقراء مع الخدمات المقدمة إلى غيرهم. قدما للأطفال السود الفقراء بيئة تشبه البيئة المنزلية قدمت لهم مساعدة نفسية ومختصة بالأطفال.

## كتابات أخرى
- Clark, K.B. The Dark Ghetto: Dilemmas of Social Power (New York: Harper & Row, 1965).
- Abbott, Shirley. "Mamie Phipps Clark, a Hot Springs Woman Who ‘overcame the odds.’" The Record 47 (2006): 15–22.
- O’Connell, Agnes N., and Nancy Felipe Russo, eds. Models of Achievement: Reflections of Eminent Women in Psychology. New York: Columbia University Press, 1983.
- Tussman, Joseph, ed. The Supreme Court on Racial Discrimination. New York: Oxford University Press, 1963.
- Warren, Wini. Black Women Scientists in the United States. Bloomington: Indiana University Press, 1999.
- Barbara A. Chernow and George A. Vallasi، المحرر (1993). "Clark, Kenneth Bancroft". Columbia Encyclopedia (ط. 5th). Columbia University Press. ص. 569. ISBN:0-395-62438-X.

## وصلات خارجية
- Notable New Yorkers – Kenneth Clark, Oral History Research Office at Columbia University.
- Notable New Yorkers – Mamie Clark, Oral History Research Office at Columbia University.
- Dr. Kenneth Clark interviewed on the WGBH series The Ten O'Clock News in 1988